# Mistrzostwa Polski w kajakarstwie
Mistrzostwa Polski w kajakarstwie rozgrywane są pod patronatem Polskiego Związku Kajakowego. Pierwsze zawody w ramach których odbyły się  4 wyścigi o tytuł mistrza Polski rozegrano na jeziorze Garczyn koło Kościerzyny, natomiast pierwsze mistrzostwa Polski rozegrano w roku 1933 w Krakowie.

## Edycje zawodów
- 1932 – Kościerzyna[1]
- 1933 – Kraków[2]
- 1934 – Kraków[1]
- 1935 – Kraków[1]
- 1936 – Puck[1]
- 1937 – Puck[1]
- 1938 – Puck[1]
- 1939 – Puck[1]
- 1946 – Poznań[3]
- 1947
- 1948
- 1949
- 1950 – Szczecin[4]
- 1951
- 1952
- 1953
- 1954 – Olsztyn[5]
- 1955
- 1956
- 1957
- 1958 – Bydgoszcz[6]
- 1959 – Bydgoszcz[6]
- 1960 – Olsztyn[5]
- 1961
- 1962
- 1963
- 1964 – Poznań[6]
- 1965
- 1966
- 1967
- 1968
- 1969
- 1970
- 1971
- 1972
- 1973
- 1974
- 1975
- 1976
- 1977
- 1978 – Poznań
- 1979
- 1980
- 1981
- 1982
- 1983
- 1984 – Bydgoszcz
- 1985 – Kalisz
- 1986 – Bydgoszcz[6]
- 1987 – Bydgoszcz[6]
- 1988 – Bydgoszcz
- 1989 – Bydgoszcz
- 1990 – Bydgoszcz[6]
- 1991 – Poznań[6]
- 1992
- 1993
- 1994 – Poznań
- 1995
- 1996
- 1997
- 1998 – Poznań
- 1999 – Poznań
- 2000 – Poznań
- 2001 – Bydgoszcz
- 2002 – Bydgoszcz
- 2003 – Poznań[7]
- 2004 – Bydgoszcz[8]
- 2005 – Poznań[9]
- 2006 – Poznań[10]
- 2007 – Poznań[11]
- 2008 – Bydgoszcz[12]
- 2009 – Poznań[13]
- 2010 – Poznań[14]
- 2011 – Poznań
- 2012 – Poznań
- 2013 – Bydgoszcz
- 2014 – Poznań
- 2015 – Poznań
- 2016 – Poznań
- 2017 – Poznań
- 2018 – Poznań
- 2019 – Poznań
- 2020 – Poznań
- 2021 – Bydgoszcz
- 2022 – Bydgoszcz
- 2023 – Poznań